# Martin Hartwig
Martin Hartwig (eigentlich Martin Hirsch; geboren 13. Mai 1877 in Berlin; gestorben 2. Mai 1966 in Neptune, New Jersey, Vereinigte Staaten) war ein deutscher Regisseur und Schauspieler bei Bühne und Film.

## Leben und Wirken

### Herkunft und Theatertätigkeit
Der Sohn des Kaufmanns Nathan Hirsch und seiner Gattin Lina, geb. Pincus, begann seine künstlerische Laufbahn im Alter von 19 Jahren, als er für die Spielzeit 1896/97 an das Theater in Oldenburg verpflichtet wurde. Bereits im Jahr darauf holte ihn das deutschsprachige Theater von Cincinnati in die Vereinigten Staaten. Nach nur einer Saison kehrte Martin Hartwig nach Europa zurück und ließ sich an das Stadttheater von Luzern in der Schweiz verpflichten. In der letzten Spielzeit vor der Jahrhundertwende fand er sich wieder in Deutschland ein und trat am Theater von Elbing in Ostpreußen auf. Nach einem einjährigen Freiwilligendienst begann Hartwig das neue Jahrhundert in der Spielzeit 1901/02 am Theater Trier. Hier ließ man ihn in der darauf folgenden Spielzeit auch erstmals Regie führen.
In der Folgesaison 1903/04 kehrte Hartwig in seine Heimatstadt zurück, wo man ihm am Charlottenburger Schillertheater anbot, Regie zu führen. In der Folgezeit konnte man ihn an dieser Spielstätte vor allem als Darsteller erleben, etwa mit der Hauptrolle des Johannes Rosmer in Henrik Ibsens Drama Rosmersholm. 1905 heiratete er in Rostock die Tochter des dortigen Bürgermeisters, Gertrud Burchard. Nach etwa anderthalb Jahrzehnten, in der Umbruchszeit kurz nach dem Krieg, verließ Martin Hartwig das Schillertheater und ließ sich an Berlins Trianon-Theater verpflichten. In den Folgejahren fand er nicht immer ein Festengagement, in der Endphase der Weimarer Republik (1933) war er mehrere Jahre lang Ensemblemitglied der Berliner Staatstheater.

### Beim Film
Vor allem ab Friedensbeginn 1918/19 wandte sich der vielseitige Künstler, der bereits inmitten des Krieges erstmals für den Film gearbeitet hatte, der Zelluloidbranche zu und stand sowohl vor als auch hinter der Kamera (beginnend mit dem antibolschewistischen Propagandafilm Tod aus Osten). Doch keine seiner gut zwanzig Inszenierungen besaß einen künstlerisch überdurchschnittlichen Anspruch. Nur selten waren veritable Kassenstars und Publikumslieblinge wie etwa Ellen Richter (in Brigantenliebe) und Conrad Veidt (in Liebestaumel, beide 1920) in den Hauptrollen zu sehen. Mit den wenig beachteten Lucy-Doraine-Melodramen Opfer der Liebe und Die fünfte Straße – die Kritik zu seinem Abschlusswerk dekretierte verärgert „Für den Regisseur Martin Hartwig bedeutet dieser Film im Vergleich zu den andern bisher gemachten Films alles eher, denn einen Fortschritt.“ – beendete Martin Hartwig Anfang 1923 seine ebenso kurzlebige wie glanzlose Karriere als Filmregisseur. Im Mai 1923 gründete er gemeinsam mit dem Kaufmann Holger Boldemann die Produktions- und Vertriebsfirma Skandino Film GmbH. Zwei Jahre darauf stellte er mit Nebenrollen in zwei im royalen Umfeld spielenden Stummfilmstreifen auch seine darstellerische Tätigkeit ein und konzentrierte sich wieder ganz auf die Theaterarbeit.

### Späte Jahre
Wegen seiner jüdischen Herkunft seit 1933 kaltgestellt, fand der ehemalige Schauspieler-Regisseur vorübergehend ein karges Auskommen als Gustav Fröhlichs Privatsekretär. Schließlich emigrierte Martin Hirsch bzw. Hartwig wohl am Vorabend des Zweiten Weltkriegs nach Venezuela, dessen Staatsbürgerschaft er in der Folgezeit annahm. Nach dem Krieg besuchte er mehrfach seine in den Vereinigten Staaten lebenden Kinder. In den frühen 1960er Jahren ließ er sich offensichtlich bei seiner Schwiegertochter in Robertsville (New Jersey) nieder, um dort den Lebensabend zu verbringen. Bis zuletzt dort wohnhaft, starb Martin Hartwig kurz vor der Vollendung seines 89. Lebensjahres im Fitkin Memorial Hospital der im selben Bundesstaat gelegenen Kleinstadt Neptune.

## Filmografie
- 1916: Der überlistete Geizhals (Regie)
- 1916: Sie wandelten im Banne des Bösen (Regie)
- 1919: Tod aus Osten (Regie)
- 1919: Colombine. Die Braut des Apachen (Regie)
- 1919: Die Pantherbraut (Schauspieler)
- 1919: Meine offizielle Frau (Schauspieler)
- 1920: Der Kelch der Keuschheit (Schauspieler)
- 1920: Brigantenliebe (Regie)
- 1920: Liebestaumel (Regie)
- 1921: Ebbe und Flut (Regie, Co-Drehbuch)
- 1921: Wie das Mädchen aus der Ackerstraße die Heimat fand (Regie, Co-Drehbuch)
- 1921: Der wandernde Koffer (Regie)
- 1921: Kaschemmenadel (Regie)
- 1921: Die rätselhafte Zwölf (Regie)
- 1921: Das Handicap der Liebe (Regie)
- 1922: Die Finsternis und ihr Eigentum (Regie)
- 1923: Opfer der Liebe (Regie)
- 1923: Die fünfte Straße (Regie)
- 1924: Im Namen des Kaisers (Schauspieler)
- 1925: Der König und die kleinen Mädchen (Schauspieler)